# Quy luật giá trị

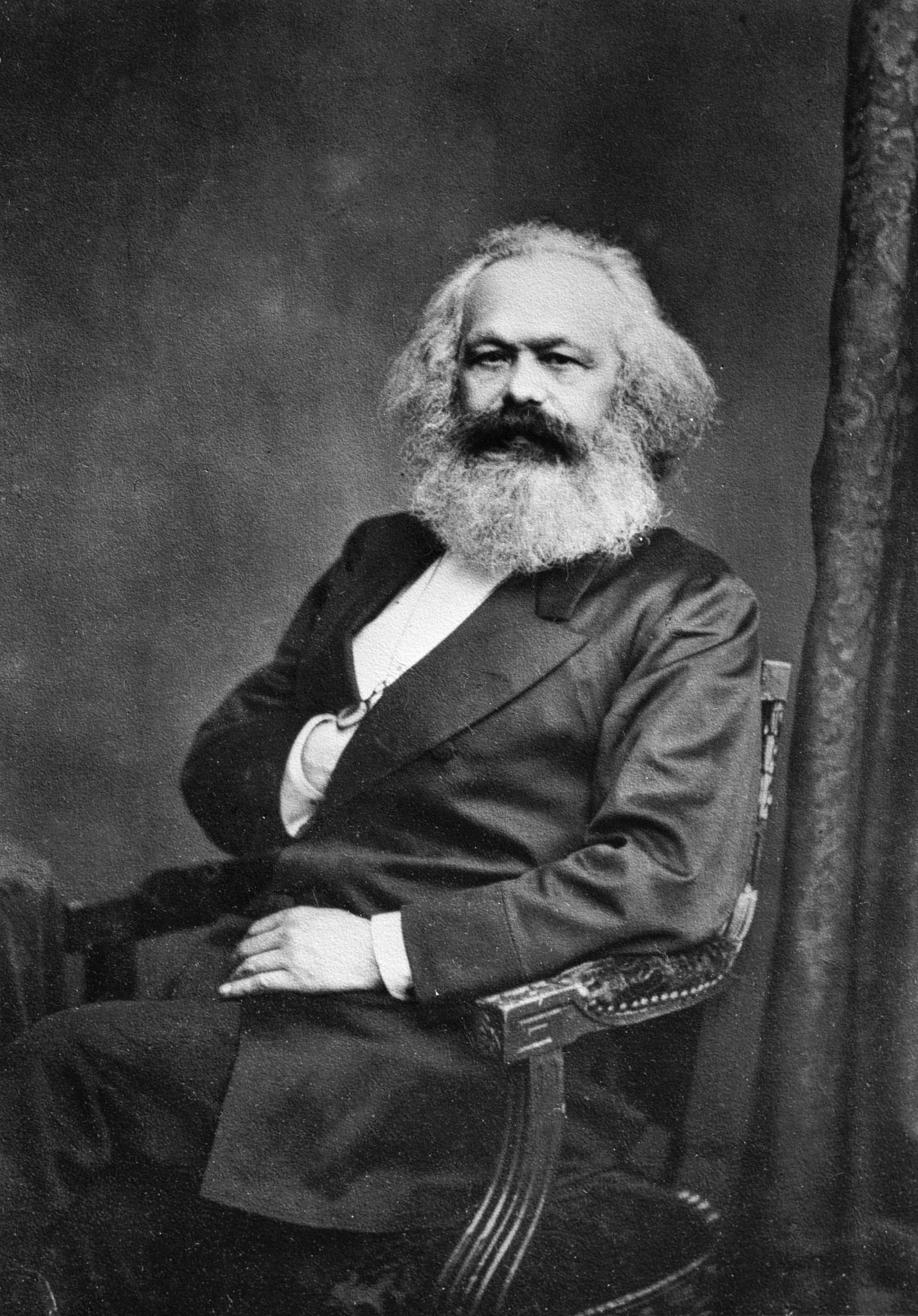
Mác - người đã nêu ra quy luật về giá trị

Quy luật giá trị trong kinh tế chính trị Marx-Lenin là quy luật kinh tế cơ bản của nền sản xuất hàng hóa, quy định bản chất và là cơ sở của tất cả các quy luật khác của sản xuất hàng hóa, nó quy định mặt chất và sự vận động về mặt lượng của giá trị hàng hoá, theo đó, việc sản xuất và trao đổi hàng hoá phải căn cứ vào hao phí lao động xã hội cần thiết cũng như trao đổi theo nguyên tắc ngang giá. Trong nền kinh tế thị trường, quy luật giá trị được biểu hiện thông qua giá cả hàng hóa, đó là sự biểu hiện bằng tiền của giá trị hàng hóa, Quy luật giá trị hoạt động thể hiện ở sự vận động của giá cả xoay xung quanh trục giá trị.

## Nội dung
Sản xuất và trao đổi hàng hóa dựa trên thời gian lao động xã hội cần thiết. Trong sản xuất, tác động của quy luật giá trị buộc người sản xuất phải làm sao cho mức hao phí lao động cá biệt của mình phù hợp với mức hao phí lao động xã hội cần thiết có như vậy họ mới có thể tồn tại được. Trong trao đổi, hay lưu thông, phải thực hiện theo nguyên tắc ngang giá: Hai hàng hóa được trao đổi với nhau khi cùng kết tinh một lượng lao động như nhau hoặc trao đổi, mua bán hàng hoá phải thực hiện với giá cả bằng giá trị.

## Cơ chế hoạt động
Thông qua sự vận động của giá cả hàng hóa trên thị trường mới thấy được sự vận động của quy luật giá trị. Giá cả là biểu hiệu bằng tiền của giá trị. Giá trị là nội dung, cơ sở của giá cả. Do đó, giá cả phụ thuộc vào giá trị. Tuy nhiên, trên thị trường, giá cả còn chịu ảnh hưởng của quy luật cung - cầu, cạnh tranh, lưu thông tiền tệ.  Sự tác động của các yếu tố đó làm cho giá trị và giá cả không đồng nhất với nhau mà tách rời nhau. Sự vận động của giá cả của các hàng hóa trên thị trường sẽ lên, xuống xoay quanh giá trị. Cơ chế tác động của quy luật giá trị thể hiện cả trong trường hợp giá cả bằng giá trị, cả trong trường hợp giá cả lên xuống xung quanh giá trị và giá trị như cái trục của giá cả. Đối với một hàng hóa, giá cả có thể chênh lệch với giá trị nhưng đối với toàn bộ hàng hóa, tổng giá cả bằng tổng giá trị của chúng.

## Tác động
Trong nền sản xuất hàng hóa, quy luật giá trị có các tác động sau:

### Điều tiết sản xuất, lưu thông
Quy luật giá trị điều tiết sản xuất hàng hóa được thể hiện trong hai trường hợp sau:
- Nếu như một mặt hàng nào đó có giá cả cao hơn giá trị, hàng hóa bán chạy và lãi cao, những người sản xuất sẽ mở rộng quy mô sản xuất, đầu tư thêm tư liệu sản xuất và sức lao động. Mặt khác, những người sản xuất hàng hóa khác cũng có thể chuyển sang sản xuất mặt hàng này, do đó, tư liệu sản xuất và sức lao động ở ngành này tăng lên, quy mô sản xuất càng được mở rộng.
- Nếu như một mặt hàng nào đó có giá cả thấp hơn giá trị, sẽ bị lỗ vốn. Tình hình đó buộc người sản xuất phải thu hẹp việc sản xuất mặt hàng này hoặc chuyển sang sản xuất mặt hàng khác, làm cho tư liệu sản xuất và sức lao động ở ngành này giảm đi, ở ngành khác lại có thể tăng lên. Còn nếu như mặt hàng nào đó giá cả bằng giá trị thì người sản xuất có thể tiếp tục sản xuất mặt hàng này.

Như vậy, quy luật giá trị đã tự động điều tiết tỷ lệ phân chia tư liệu sản xuất và sức lao động vào các ngành sản xuất khác nhau, đáp ứng nhu cầu của xã hội. Tác động điều tiết lưu thông hàng hóa của quy luật giá trị thể hiện ở chỗ nó thu hút hàng hóa từ nơi có giá cả thấp hơn đến nơi có giá cả cao hơn, và do đó, góp phần làm cho hàng hóa giữa các vùng có sự cân bằng nhất định.

### Kích thích cải tiến
Kích thích cải tiến kỹ thuật, hợp lý hoá sản xuất, tăng năng suất lao động, hạ giá thành sản phẩm.
Các hàng hóa được sản xuất ra trong những điều kiện khác nhau, do đó, có mức hao phí lao động cá biệt khác nhau, nhưng trên thị trường thì các hàng hóa đều phải được trao đổi theo mức hao phí lao động xã hội cần thiết. Vậy người sản xuất hàng hóa nào mà có mức hao phí lao động thấp hơn mức hao phí lao động xã hội cần thiết, thì sẽ thu được nhiều lãi và càng thấp hơn càng lãi. Điều đó kích thích những người sản xuất hàng hóa cải tiến kỹ thuật, hợp lý hoá sản xuất, cải tiến tổ chức quản lý, thực hiện tiết kiệm... nhằm tăng năng suất lao động, hạ chi phí sản xuất.
Sự cạnh tranh quyết liệt càng làm cho các quá trình này diễn ra mạnh mẽ hơn. Nếu người sản xuất nào cũng làm như vậy thì cuối cùng sẽ dẫn đến toàn bộ năng suất lao động xã hội không ngừng tăng lên, chi phí sản xuất xã hội không ngừng giảm xuống.

### Phân hóa sản xuất
Quy luật này phân hóa những người sản xuất hàng hóa thành giàu, nghèo. Những người sản xuất hàng hóa nào có mức hao phí lao động cá biệt thấp hơn mức hao phí lao động xã hội cần thiết, khi bán hàng hóa theo mức hao phí lao động xã hội cần thiết (theo giá trị) sẽ thu được nhiều lãi, giàu lên, có thể mua sắm thêm tư liệu sản xuất, mở rộng sản xuất kinh doanh, thậm chí thuê lao động trở thành ông chủ.
Ngược lại, những người sản xuất hàng hóa nào có mức hao phí lao động cá biệt lớn hơn mức hao phí lao động xã hội cần thiết, khi bán hàng hóa sẽ rơi vào tình trạng thua lỗ, nghèo đi, thậm chí có thể phá sản, trở thành lao động làm thuê. Đây cũng chính là một trong những nguyên nhân làm xuất hiện quan hệ sản xuất tư bản chủ nghĩa, cơ sở ra đời của chủ nghĩa tư bản.